# Cementerio de Glasnevin

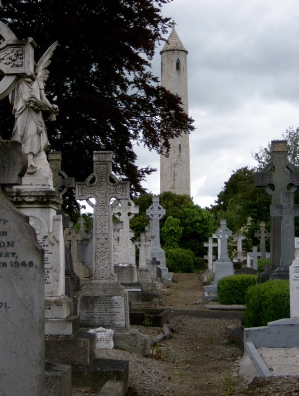
Cementerio de Glasnevin.

El cementerio de Glasnevin, también conocido como el cementerio de Prospect, es el cementerio católico de Dublín, Irlanda. Se sitúa en Glasnevin, al norte de la capital. Abrió sus puertas en el año 1832, y en él descansan algunos personajes irlandeses importantes como Éamon de Valera, Daniel O'Connell o Constance Markievicz.